# Успенський жіночий монастир УПЦ (Приморське)
Успенський жіночий монастир УПЦ в селі Приморське — православний жіночий монастир в селі Приморське Запорізької області на березі Каховського моря.

## Історія монастиря
Земля, на якій знаходиться монастир, імператриця Катерина II подарувала у володіння графу Скавронському. Від нього маєток перейшов до графа Літта. Катерина Літта, за історичними відомостями, брала участь у будівництві храму, який нині є монастирським.
Поселення тут було засновано в 1750 році козаками і селянами, що втікали від панів. Існує переказ, що, згідно з давнім козацьким звичаєм, на новому місці відразу почалося будівництво церкви, потім отаманській хати та інших будівель. За неофіційними даними вважається, що храм був побудований близько 1780 року. Офіційною датою виникнення вважається 1805 рік (у 2005 році святкувалося 200-річчя храму). У Запорізькому архіві згадується про діючий храм (1811 р.) в селі Царичанський Кут або Цар Кут — так називалося село Приморське до 1964 року. Там же є відомості про розширення і перебудови храму в 1868 році. Чисельність приходу складав 7 тис. осіб.
Складною історія була біля храму після 1917 р. З 1930 року церковна громада зазнає серйозні утиски, а в 1960-ті роки храм був остаточно закритий, дзвони скинуті, купол і дзвіниця знесені. До районного центру Василівка вивезено три вантажівки церковного начиння. Незабаром приміщення було зайнято під склади, і так тривало до 1985—1986 рр.
У квітні 1989 р., при протоієреї Олексії (Кляхині), знову утворилась церковна двадцятка — Паска Галина Антонівна, Карась Катерина Прокопівна, Шевченко Олексій Прокопович, Каплій Клавдія, Гаголенко Валентина Романівна — домоглася відкриття храму. Перша Літургія була відслужена на вулиці, а потім, у міру відновлення, поступово переходили до храму, встановлюючи іконостас, клірос. Була побудована дзвіниця, відновлені куполи, настелені підлоги.
Восени 1990 року в храм святого Миколи Чудотворця був направлений настоятелем протоієрей Михайло Твердохліб. За час його служби був поставлений паркан, збудований будинок священика, проведене опалення в храмі. Великий, світлий велично-спокійний, другий за величиною зі збережених в області, Храм Миколи Чудотворця знову став діючим, але і до цього дня потребує реставрації настінних розписів, заміну підлоги, дверей.

Карамазин Андрій Іванович, 1926 року народження:
«З 14 років відвідую цей храм. Під час Великої Вітчизняної війни служив о. Микола Телятников. А при о. Стефані — храм закрили. Переобладнали спочатку під склад, а потім — під клуб. Боляче було на все це дивитися».
Чорна Ольга Харитонівна, 1928 року народження, з одинадцяти років пам'ятає храм:
«Церква була красива, було багато прихожан, приїжджали з усієї округи. Коли німець відступав, хотіли підірвати, але Господь не допустив наруги над Святинею. Довгі роки ніхто не займався відновленням храму — Святитель Миколай почув наші молитви».

У 1994 році зусиллями та працею правлячого Архієрея Високопреосвященнішого Архієпископа Запорізького і Мелітопольського Василія, громадою було придбано будівлю колишньої лазні, в якому згодом розмістилися чернечі келії. Прихід був бідний і з благословення правлячого Архієрея, на кошти єпархіального управління була побудована котельня, підведено опалення, каналізація електрика. Також були викуплені два сусідніх будинки, в яких розмістилася трапезна монастиря і швейна майстерня, що має в своєму розпорядженні швейні машини, оверлок, стіл для крою.
З благословення Архієпископа Запорізького і Мелітопольського Владики Василя, першою ігуменею була призначена матушка Ірина (Скотар) . Під керівництвом матушки Ірини сестри працювали не покладаючи рук. Була побудована домашня Церква на честь Успіння Пресвятої Богородиці. Обладнаний великий храм, придбано багато ікон, побудовані господарські споруди, закладено фруктовий сад. Насельниці монастиря завели домашню живність, вирощували овочі. Господь зміцнював, давав подвижницам сили, під керівництвом свого духовного наставника протоієрея Віктора (Головізіна). Отець Віктор духовно окормляв не тільки сестер монастиря, але і всіх, що приходили до обителі.
В 1998 році, з благословення Владики Василя, ігуменя Ірина (Скотар) призначається настоятелькою новоствореного Свято-Єлисаветинського монастиря Запорізької Єпархії, а новою настоятелькою Свято-Успенського монастиря стає ігуменя Зінаїда (Масленнікова).

## Фотоісторія

В кінці 19-го століттяВ кінці 19-го століття
1992 рік1992 рік

## Сучасний стан
У 2000 році був побудований житловий чернечий корпус зі всіма зручностями на 30 осіб.
У 2004 році був побудований двоповерховий корпус з підвальним приміщенням для зберігання продуктів харчування. На першому поверсі будівлі розташовані мийні установки і пекарня. На другому поверсі розташувалася трапезна з терасою на 80 чоловік.
Покращилися умови життя черниць. Тепер вони живуть у двоповерховому корпусі, куди цілодобово подається гаряча вода. У кожної черниці є своя окрема світла келія.
На території монастиря пробурена свердловина з питною водою. На добротному господарському дворі сьогодні живуть монастирські тварини — корови, гуси, індики, цесарки, страуси, павичі. Є своя підстанція, яка за необхідності подає електроенергію.

## Перспективи
13 березня 2006 року затверджено Правлячим Архієреєм генеральний проект: «Про розширення і благоустрій монастиря на 2-х гектарах землі». Над проектом працювали: Річка Ніна Опанасівна, начальник РКП Василівського «Градпроект», з Мелітопольським архітектором Іотовим Валерієм Леонідовичем.
У проекті визначено:
- Розширення огорожі на 28 соток землі.
- Заміна Церковних врат. Прибудова арки з кованими воротами з двох сторін храму.
- Благоустрій місця поховання пам'ятника загиблим воїнам, недалеко від монастиря.
- Визначено місце для живого куточка (павичі, страуси…)
- Визначено місце для буріння свердловини. Розмічені алеї для літніх людей (лавки, альтанки…)
- Заплановано доріжки і підхід до храму викласти декоративною плиткою.
- Планується відведення землі під сад і клумби.
- Запланований капітальний ремонт храму, з розписом зсередини.

## Святині
Цікавою віхою в історії храму є те, що в ньому служив праведний Іоанн Кронштадтський.
- Головна святиня монастиря — ковчег з частками святих мощей, яка знаходиться у храмі. У ньому спочивають частинки нетлінних мощей 50-ти святих угодників Божих: великомученика Пантелеймона, великомучениці Параскеви, преподобного Сергія Радонезького, великомучениці Варвари, преподобних отців Києво-Печерських, Оптинских старців, преподобного Іова Почаїв-ського, преподобного Серафима Саровського і дружин Дівеєвських.
- Інша шанована святиня — ікона «Зішестя Святого Духа на апостолів в день П'ятидесятниці». Мистецтвознавці датують її серединою XVII століття. Проявивши особливу старанність, Валерій Валюта взяв на себе працю по реставрації і виготовлення позолоченого різьбленого окладу до ікони.
- У 2003 році з м. Полоцька була привезена, ткана на килимі, ікона преподобної Євфросинії, ігумені Полоцької, правнучки рівноапостольного князя Володимира. А також привезені від її мощей — тапочки, рукавичка, маслице, ікона з платом, фотографія хреста, подарованого Євфросинії святим князем Володимиром.